# Pavel Maksimovich Yagunov
Pavel Maksimovich Yagunov (tiếng Nga: Павел Максимович Ягунов, 1900-1942) là một sĩ quan thuộc Hồng quân Liên Xô. Ông là người chỉ huy quân đội Liên Xô trong trận phòng thủ vùng mỏ Adzhimushkay.

## Vài nét về cuộc sống
P. M. Yagunov sinh ngày 10 tháng 1 năm 1900 tại làng Cheberchina (nay là Dubensky thuộc Cộng hòa Mordovia thuộc Liên bang Nga) trong một gia đình nông dân. Ông tốt nghiệp trường làng vào năm 1913. Thuở nhỏ, P. M. Yagunov làm nghề đưa thư và các tài liệu trong địa phương. Lớn lên một chút, ông rời nhà vào thành phố lập nghiệp. Sau khi Cách mạng Tháng Mười bùng nổ, Yagunov tình nguyện gia nhập Hồng quân vào năm 1919 và phục vụ trong Tiểu đoàn độc lập Cộng quân Turkestan, tham gia chiến đấu chống lại quân Bạch vệ của các tướng Denikin và Aktobe. Tháng 9 cùng năm, Yagunov gia nhập Đảng Cộng sản. Nhiều năm sau đó ông phục vụ trong quân ngũ tại vùng Trung Á, tham gia tiễu trừ quân phỉ thuộc phong trào Basmachi của Enver Pasha và Junaid Khan. Ông được bổ nhiệm làm chỉ huy tiểu đoàn bộ binh, sau đó là trung đoàn. Trong quá trình công tác, Yagunov được đánh giá là một chỉ huy có ý chí mạnh mẽ, biết sử dụng thẩm quyền chỉ huy quân sự của mình.
Sau chiến tranh, P. M. Yagunov tốt nghiệp trường quân sự Tashkent vào năm 1923, sau đó là tốt nghiệp khóa huấn luyện quân sự dành cho sĩ quan trung cấp và cao cấp vào các năm 1930, 1938. Năm 1938, P. M. Yagunov được bổ nhiệm làm chỉ huy của trung đoàn bộ binh số 65 đóng tại vùng Viễn Đông với quân hàm Đại tá. Tháng 7 năm đó, ông bị huyền chức và bị bắt giam, vụ việc này có liên quan tới hai vụ bắt giam anh trai và người vợ cũ Yulii Aleksandrovna trước đó. Tháng 8 năm 1938 ông bị tuyên án 10 năm tù giam vì tội đồng lõa làm gián điệp và che giấu người vợ cũ của mình. Tuy nhiên, vào tháng 6 năm sau, Yagunov được phóng thích, phục chức và phục hồi đảng tịch. Sau đó ông được bổ nhiệm làm hiệu trưởng của Trường Quân sự Baku.
Theo con gái P. M. Yagunov, bà Klary Pavlovny Yagunovoy, P. M. Yagunov được miêu tả là người như sau:
| “                  | Ông không thể chịu nổi khi nhận được sự quan tâm đặc biệt. Khi cấp dưới gửi đến một giỏ trái cây ngon đã được lựa chọn. Tôi đã nhận nó vì trong nhà rỗng không. Bố tôi vô cùng tức giận và yêu cầu tôi không bao giờ được nhận những thứ đó. Tôi nhớ cuộc đi thăm ông ở Viễn Đông. Khi đó, bố tôi chỉ huy một trung đoàn. Theo lệnh của ông, ngôi nhà phải cải tạo đầu tiên là ngôi nhà của những công nhân. Và sau đó, khi thời tiét trở nên lạnh gia, mới đề lượt chúng tôi được sửa nhà. Ông cũng giám sát chặt chẽ việc phân bổ các căn hộ để cuối cùng, không ai có thể có lợi hơn người khác. | ” |
| — K. P. Yagunovoy, | |   |

## Tham gia cuộc chiến tranh vệ quốc vĩ đại

### Chiến đấu tại Krym
Ngày 22 tháng 6 năm 1944, phát xít Đức trắng trợn xé bỏ hiệp ước không tương xâm, điên cuồng tấn công vào lãnh thổ Liên Xô. Tháng 9 năm đó, P. M. Yagunov được bổ nhiệm làm chỉ huy sư đoàn bộ binh số 138. Đơn vị của ông từ giữa tháng 1 năm 1942 đã tham chiến tại bán đảo Kerch trong biên chế của Tập đoàn quân số 51. Trong quá trình chiến đấu, sư đoàn của Yagunov đã lập được nhiều chiến công mặc dù cũng chịu tổn thất nặng nề. Từ tháng 3 năm 1942, ông được bổ nhiệm làm người đứng đầu việc huấn luyện tác chiến của Phương diện quân Krym với cấp bậc Phó Tham mưu thứ hai.
Ngày 14 tháng 5 năm 1942, sau khi trận địa của Phương diện quân Krym bị quân Đức phá vỡ, P. M. Yagunov được giao nhiệm vụ chỉ huy một lực lượng hợp nhất có nhiệm cụ cản hậu và bảo vệ cho quân đội Liên Xô rút lui khỏi bán đảo Kerch an toàn. Trong đội hình có các chính trị viên dự bị của Phương diện quân, vài trăm học viên Trường hàng không, Trung đoàn dự bị 1 của Phương diện quân Krym, Tiểu đoàn công binh dường sắt độc lập 65... Trong các ngày 15-17 tháng 5, lực lượng của Yagunov đã chiến đấu quyết liệt để cầm chân quân Đức và điều này đã giúp cho quân đội Liên Xô có thể rút lui an toàn một lượng lớn binh lực qua eo biển Kerch (ví dụ chỉ trong ngày 16 và 17 tháng 5, đã có 41.000 quân nhân Liên Xô rút lui được về bán đảo Taman).
Ngày 17 tháng 5, đội quân của Yagunov đã hoàn toàn bị bao vây tại khu mỏ Adzhimushkay. Cựu chỉ huy Phương diện quân Krym, tướng D. T. Kozlov đã nhận xét rằng: "Đại tá Yagunov đã tuân thủ tuyệt đối mệnh lệnh và ra sức bảo vệ làng Adzhimushkay."

### Cuộc chiến tại Adzhimushkay
Quân Đức tiếp tục tấn công sang phía Đông. Ngày 18 tháng 5, Sư đoàn bộ binh 46 (Đức) đánh chiếm làng Zhukovka và ngọn hải đăng ở Yanikale. Các trung đoàn còn lại của Sư đoàn 132 và Một phần sư đoàn kỵ binh 72 (lúc này đã không còn một con ngựa sống sót) trấn thủ khu vực Adzhimushkay hoàn toàn bị bao vây trong khi những đơn vị cuối cùng của Phương diện quân Krym (Liên Xô) đã rút sang Taman theo ngả Mitridat (phía nam vị Kerch). Dù trong tình trạng bị phân tán và mất hết các vũ khí nặng nhưng đại tá P. M. Yagunov vẫn tổ chức phản kích xuyên qua tuyến tấn công giữa các sư đoàn 46 (Đức) và 19 (Romania) để bắt liên lạc với Sư đoàn 157 lúc này đã cố giữ một dải đất hẹp ven bờ Yenikale. Ngày 20 tháng 5, khi Phương diện quân Krym đã rút hết sang Taman, các sư đoàn 132 và 157 vãn nhận được mệnh lệnh: "Giữ vị trí cho đến khi có mệnh lệnh tiếp theo". Ngày 21 rồi 22 trôi qua, vẫn không có mệnh lệnh nào được đưa đến. Đại tá P. M. Yagunov ra lệnh cho các trung đoàn của mình và Sư đoàn 157 (lúc này đã mấy chỉ huy) quay trở lại mỏ đá Adzhimushkay, dựa vào địa hình hiểm trở để tiếp tục chiến đấu.
Trong cuộc chiến ở Adzhimushkay, P. M. Yagunov đã tổ chức một hệ thống chỉ huy, chia lực lượng đồn trú thành 3 tiểu đoàn, các lực lượng trinh sát, chống tăng, quân y và giữ kỷ luật quân đội rất nghiêm ngặt. Trong số những người phụ tá của ông có chính ủy tiểu đoàn I. P. Parakhin, phó chỉ huy phụ trách tác chiến, Đại tá F. A. Verushkin, phó chỉ huy phụ trách hậu cần S. T. Kolesnikov, tham mưu trưởng P. E. Sidorov, chủ nhiệm chính trị F. I. Kharmov, trưởng phòng bậc II phụ trách quân nhu A. I. Pirogov, chỉ huy các tiểu đoàn gồm trung tá G. M. Burmin, thiếu tá A. P. Panov, đại úy V. M. Levitsky cùng nhiều người khác.
Các binh sĩ Liên Xô tại Adzhimushkay đã tham gia một cuộc chiến không cân sức, với tình trạng bị quân địch áp đảo, khống chế nguồn nước, đạn dược, thực phẩm và liên tục đặt mìn phá hầm cũng như xả khí độc vào hầm ngầm. Tuy nhiên họ vẫn kháng cự kiên cường Yagunov cùng với chính ủy Parakhin đã đích thân đi thị sát các khu quân y để đảm bảo các thương binh được săn sóc tử tế. Sau hơn 1 tháng quần nhau với quân Đức, đạn được và lương thực vơi cạn, nước uống ngày càng khan hiếm. Ngày 8 tháng 7, đại tá P. M. Yagunov đánh bức điện sau đây về đất liền thông quan máy liên lạc vô tuyến: "Hỡi mọi người ! Hỡi tất cả các dân tộc Xô Viết ! Chúng tôi là những chiến sĩ phòng thủ ở Kerch. Chúng tôi đang chết ngạt bởi khí độc, đang chết dần chết mòn trong điều kiện giam hãm. Nhưng chúng tôi sẽ không lên đầu hàng".
Đêm 8 rạng ngày 9 tháng 7, đội quân trú phòng thu thập tất cả những người còn chiến đấu được, dù chỉ đủ sức để ném một quả lựu đạn. Lợi dụng đêm tối, họ lên khỏi các căn hầm và tấn công quân Đức, quyết dùng mạng đổi mạng với kẻ thù. Trong trận đánh này, P. M. Yagunov đã hy sinh khi dùng thân mình đỡ sức nổ của một quả lựu đạn. Ông được mai táng trong một quan tài làm bằng ván gỗ - Yagunov là người duy nhất trong số các binh sĩ ở Adzhimushkay được chôn trong quan tài. Thi hài của ông được tìm thấy trong một cuộc khai quật năm 1987 và được an táng tại quảng trường trung tâm của làng Adzhimushkay.
Sau khi P. M. Yagunov tử trận, phó chỉ huy F. A. Verushkin tiếp tục thay thế ông chỉ huy cuộc chiến đấu. Quân Đức loan tin đã tiêu diệt hết đội quân trú phòng nhưng sau ngày 9 tháng 7 đến đầu tháng 8, quân Đức vẫn tiếp tục chịu thương vong trong các trận phục kích. Cuộc chiến đấu ngoan cường của đội quân trú phòng vẫn tiếp tục kéo dài tới ngày 30 tháng 10 năm 1942. Sau gần 170 ngày đêm trú ẩn dưới lòng đất và đơn độc chiến đấu với quân Đức, đội quân trú phòng Adzhimushkay đã đi vào cõi bất tử.
Một trong những cựu binh của trận Adzhimushkay, A. I. Lodygin đã miêu tả rằng sự hiện diện của Yagunov luôn làm các binh sĩ chiến đấu tại đây vững lòng và tin tưởng và tương lai. Cái chết của ông khiến mọi người vô cùng đau đớn nhưng họ vẫn tiếp tục tin tưởng ở ông cũng và tiếp tục chiến đấu như Yagunov đã làm.